# وارما
وارما (به انگلیسی: Varmaa) یک فیلم سینمایی هندی درام عاشقانه به زبان تامیلی محصول سال ۲۰۲۰ به کارگردانی بالا است. این فیلم بازسازی فیلم آرجون ردی (۲۰۱۷) محسوب می‌شود.
تیزر تبلیغاتی این فیلم در ۲۳ سپتامبر ۲۰۱۸ منتشر شد. این مورد در شبکه‌های اجتماعی مورد تمسخر و انتقاد گسترده قرار گرفت، در حالی که منتقدین آن را «تلاشی ناموفق برای بازسازی نسخه اصلی» خواندند. این تیزر در عرض پنجاه ساعت از انتشار پنج میلیون بازدید کرد. پیش پرده در ۹ ژانویه ۲۰۱۹ منتشر شد.

## فیلمبرداری
فیلم‌برداری اصلی در اوایل مارس ۲۰۱۸ در کاتماندو، نپال آغاز شد و یک هفته بعد، پس از اتمام اولین برنامه در آنجا، خدمه برای برنامه دوم به چنای منتقل شدند. به دلیل اعتصاب شورای تهیه‌کنندگان فیلم تامیل، مدت کوتاهی فیلمبرداری متوقف شد، اما پس از پایان اعتصاب در ماه آوریل از سر گرفته شد. برای برنامه نهایی، تیم به تیرووانامالایی منتقل شد. و در سپتامبر سال ۲۰۱۸ فیلمبرداری به پایان رسید.